# Hanna Kalinina
Hanna Kalinina (ukr. Ганна Георгіївна Калініна, ur. 1 maja 1979 w Kijowie) – ukraińska żeglarka sportowa, srebrna medalistka olimpijska z  Aten.
Zawody w 2004 były jej jedynymi igrzyskami olimpijskimi. Zajęła drugie miejsce w klasie Yngling. Załogę jachtu tworzyły również Switłana Matewuszewa i Rusłana Taran. 